# Eugen Igel
Eugen Igel (* 20. Mai 1940 in Hamburg; † 14. April 2020 ebenda) war ein deutscher Fußballtrainer.

## Leben
Igel wurde im Hamburger Stadtteil St. Georg geboren, er wuchs ohne Vater auf, der im Zweiten Weltkrieg gefallen war. Während des Krieges zog seine Mutter mit ihm und den zwei Geschwistern nach Tönning, 1953 ging man nach Hamburg zurück. Nach dem bestandenen Abitur am Gymnasium Heimfeld durchlief Igel eine zwei Jahre währende Volontärszeit bei der Zeitung Hamburger Abendecho.
Von 1966 bis 1970 war Igel Geschäftsführer des FC St. Pauli. Anfang April 1970 trat er von dem Amt zurück, nachdem vorstandsseitig beschlossen worden war, den Posten ab dem 1. Juli desselben Jahren mit Obmann Walter Windte zu besetzen. Neben Igel kündigte daraufhin auch Schatzmeister Walter Gerber seinen Abschied an. Von Juli 1970 bis 2004 war Igel hauptberuflich beim Hamburger Fußball-Verband (HFV) tätig, arbeitete dort in den Bereichen Spielansetzungen, Frauen- und Mädchenfußball sowie für das HFV-Verbandsgericht.
Igel, der unter anderem bei Viktoria Harburg spielte und sich selbst als „Manndecker der alten Schule“ bezeichnete, war ab 1963 Trainer im Amateurbereich. Er wurde sechs Mal als Hamburgs Fußballtrainer des Jahres ausgezeichnet, führte seine Mannschaften in Hamburg zu insgesamt neun Meistertiteln, gewann dreimal den Pokalwettbewerb des Hamburger Fußball-Verbandes und zog mit seinen Mannschaften auf diese Weise dreimal in den DFB-Pokal ein. Igel wurde im Hamburger Amateurfußball als „Institution“, „Trainerlegende“, „Kultfigur“ und „echte Ikone“ bezeichnet. Er setzte als Trainer eigener Aussage nach großen Wert auf eine „gute Menschenführung“, eine sorgsame Vorbereitung von Trainingseinheiten sowie im Umgang mit seinen Spielern auf „Zuckerbrot und Peitsche“. Die Pinneberger Zeitung beschrieb ihn 2004 als „hervorragenden Psychologen“ und „gewieften Taktiker“. Er selbst nannte den Fußball „eine Droge“, auf die er niemals habe verzichten können. Igel kultivierte die Geselligkeit des Amateurfußballs, bekannt wurde sein Ritual, nach Spielen eine Zigarre zu rauchen und ein Weizenbier zu trinken. Er trug den Spitznamen „Prinz Eugen“.
1981 lag ihm das Angebot vor, Trainer des Zweitligisten VfL Osnabrück zu werden, der Hamburger Fußball-Verband als sein Arbeitgeber ließ ihn aber nicht gehen. Später sagte Igel, er sei sich nicht sicher gewesen, ob er seine Stelle beim HFV für die Aufgabe im Profigeschäft überhaupt aufgegeben hätte. Der SC Urania erreichte unter Igel als Trainer in der Saison 1980/81 den zweiten Rang in der Verbandsliga, nachdem die Mannschaft zuvor als sicherer Meister ausgesehen hatte. Als Zweiter erreichte man die Aufstiegsrunde zur Oberliga, stand dort vor dem letzten Spiel in seiner Gruppe auf dem ersten Platz, verlor die entscheidende Begegnung aber mit 5:8 gegen den TuS Celle, womit der Aufstieg verpasst wurde. Im Spieljahr 1981/82 führte Igel Urania in die dritte Runde des DFB-Pokals und schied dann nach einer 1:3-Niederlage, bei der Igel und seine Mannschaft ein vermeintliches Abseitstor des Gegners beklagten, gegen den 1. SC Göttingen 05 aus. In der Verbandsliga wurde Urania unter Trainer Igel 1981/82 Vizemeister und nahm an der Aufstiegsrunde zur Oberliga teil, dort wurde der Aufstieg als Tabellenzweiter der Staffel A knapp verpasst. 1982 wurde Igel als neuer Trainer des Oberligisten FC St. Pauli gehandelt, sogar als Wunschtrainer bezeichnet. Zu einem Wechsel ans Millerntor kam es nicht, Igel blieb beim SC Urania.
Nachdem er zuvor den SC Urania betreut hatte, wechselte Igel im Frühling 1983 noch während der Saison 1982/83 zum Ligakonkurrenten Hummelsbütteler SV. Unter Igel bezwang Hummelsbüttel Anfang Mai 1983 den klassenhöheren FC St. Pauli, der zu diesem Zeitpunkt als Meister der Oberliga Nord feststand, im Halbfinale des Hamburger Pokalwettbewerbs 3:2 nach Elfmeterschießen. Igel betreute den HuSV in der Oberliga-Aufstiegsrunde 1983 und wurde dort in Staffel A Dritter (vier Mannschaften). Mitte Mai 1983 wurde Igel mit Hummelsbüttel durch einen Sieg (6:5 nach Elfmeterschießen) über den klassentieferen HEBC (Bezirksliga) Hamburger Pokalsieger. In der Saison 1983/84 führte er den HuSV zum Gewinn der Meisterschaft in der Verbandsliga Hamburg. In der folgenden Aufstiegsrunde gelang im Juni 1984 der Sprung in die Oberliga Nord. 1985 wurde er mit der Mannschaft Zweiter der Oberliga. Bereits im Januar 1985 hatte Igel mitgeteilt, dass er im Fall eines Zweitligaaufstiegs nicht mehr Hummelsbütteler Trainer sein würde. Er gab berufliche Gründe an, des Weiteren verfügte er nur über den B-Trainerschein, der für die zweite Liga nicht ausreichte. Nach einem 2:0-Auswärtssieg über den Verfolger VfB Oldenburg, den Igels Mannschaft vor 12 000 Zuschauern errang, stand Mitte Mai 1985 die Teilnahme an der Aufstiegsrunde zur 2. Bundesliga fest. Die Oberligameisterschaft verpasste er mit den Hummelsbüttelern um einen Punkt, nachdem man zum Ende der Punktrunde zehn Spiele in Folge gewonnen hatte. In der anschließenden Aufstiegsrunde zur 2. Bundesliga gelang Hummelsbüttel nur ein Sieg, ein 3:0 gegen Eintracht Hamm. Zuvor hatte es für Igels Elf unter anderem vor 5500 Zuschauern eine Heimniederlage gegen Rot-Weiss Essen gegeben, bei der man 2:0 in Führung lag, am Ende aber 2:3 verlor. Später äußerte Igel den Verdacht von Mauscheleien rund um das Spiel. Im letzten Spiel der Aufstiegsrunde wurde Igels Mannschaft im Rückspiel in Essen mit 0:7 deutlich besiegt. Ende Januar 1986 wurde Igel als Hummelsbüttels Trainer entlassen, nachdem er zuvor in der Presse seine Kündigung zum Saisonende bekanntgegeben hatte, was beim Verein für Unverständnis sorgte. Anschließend war Igel wie bereits in der Vergangenheit als neuer Trainer des FC St. Pauli im Gespräch, ging aber zum SC Urania zurück, den er wieder ab Februar 1986 betreute und mit dem er im Frühjahr 1986 aus der Verbandsliga abstieg. Zur Saison 1986/87 stand sein Wechsel zum Oberligisten Altona 93 kurz bevor, den er aber aus beruflichen Gründen absagte und bei Urania blieb. In Hummelsbüttel gehörten während seiner Amtszeit die späteren Profis Marcus Marin, Holger Brügmann, Jens Duve sowie die ehemaligen Berufsfußballspieler Peter Hidien, Manfred Mannebach und Georg Volkert zu Igels Aufgebot. Ein weiterer bekannter Spieler, den Igel während seiner Trainerlaufbahn förderte, war Norbert Meier.
Am längsten war Igel bei Rasensport (Raspo) Elmshorn tätig: Von 1989 bis 2000 sowie von Dezember 2001 bis Dezember 2003 trainierte er die Mannschaft. 1991 wurde er mit Elmshorn Verbandsliga-Vizemeister und nahm an der Aufstiegsrunde zur Oberliga teil. 1993 gewann Raspo unter seiner Leitung den Hamburger Pokalwettbewerb und zog dadurch in den DFB-Pokal ein. Dort schied man gegen Eintracht Haiger aus. Im Januar 1994 und 1995 nahm Igel mit den Elmshornern jeweils als einzige Amateurmannschaft am Profi-Hallenturnier Ratsherrn-Cup teil, nachdem man das Vorturnier gewonnen hatte, 1996 gelang ihm mit seiner Mannschaft der Aufstieg in die Oberliga. 1998 führte er Raspo zum Meistertitel in der Verbandsliga Hamburg, verbunden mit dem abermaligen Aufstieg in die Oberliga Nord. Zunächst hatte er das Traineramt bei Raspo bis 2000 inne. In der Saison 1999/2000 wurden die Elmshorner unter Igel Vizemeister der Oberliga Nord (Staffel Hamburg/Schleswig-Holstein).
Im Dezember 2001 verließ er seinen Trainerposten in Quickborn und kehrte zur Elmshorner Mannschaft zurück, die in der Oberliga zwischenzeitlich Abstiegssorgen plagten. Im Dezember 2003 trat er ebenso wie Funktionäre und weite Teile der Mannschaft zurück, nachdem sie keine Grundlage für eine Fortsetzung ihrer Arbeit durch die Zusammenlegung von Rasensport Elmshorn und Fortuna Langelohe zum FC Elmshorn gesehen hatten. Während seiner Elmshorner Amtszeit betreute Igel dort auch die späteren Profispieler Collin Benjamin und Hauke Brückner. 2007 kehrte er als sportlicher Leiter nach Elmshorn zurück und übte diese Tätigkeit bis 2009 sowie erneut von 2011 bis 2014 aus. In seiner letzten Elmshorner Amtszeit arbeitete Igel 2011/12 mit Trainer Bert Ehm zusammen, laut Hamburger Abendblatt „zwei Charakterköpfe des Hamburger Fußballs“, die in der Hansestadt zu den erfolgreichsten Amateurfußballtrainern ihrer Zeit gehörten.
Zwischen 2008 und 2015 betreute Igel die Hamburger Schiedsrichterriege als Trainer. Nach seinem Rückzug aus dem Vereinsfußball im Jahr 2014 war er Kolumnist bei der Hamburger Fußballzeitung „Sport Mikrofon“ und kommentierte das Fußballgeschehen für den Internetsender „Elbkick.tv“. Ende Juni 2015 erlitt Igel als Beifahrer bei einem Autounfall in Hamburg-Barmbek schwere Verletzungen und war fortan querschnittsgelähmt. Er lebte danach in einer Pflegeeinrichtung und war auf einen Rollstuhl angewiesen. Im November 2015 wohnte er erstmals seit seinem Unfall wieder einem Fußballspiel bei.

### Vereine als Trainer
- SV Bendestorf (1963 bis 1967)[41]
- Horner TV (1960er und Anfang der 1970er Jahre)
- Lauenburger SV
- VfL Lohbrügge
- TuS Holstein Quickborn (1977[50] bis 1979)[51]
- SC Urania (1979[51] bis 1983)[52]
- Hummelsbütteler SV (April 1983[21] bis Januar 1986)
- SC Urania (Februar 1986[37] bis 1987)[35]
- Horner TV (1987[53] bis 1989)[54]
- Rasensport Elmshorn (1989 bis 2000)
- TuS Holstein Quickborn (2000[55] bis Dezember 2001)[10]
- Rasensport Elmshorn (Dezember 2001 bis Dezember 2003)
- SC Vorwärts/Wacker Billstedt (Januar 2004[56] bis Ende Januar 2005)[57]
- Duvenstedter SV

### Vereine als Sportlicher Leiter
- FC Elmshorn (2007 bis 2009)
- SC Sperber (2009[58] bis 2011)[48]
- FC Elmshorn (2011 bis 2014)

### Erfolge
- Horner TV: mit der Mannschaft gewann Igel im Alter von 24 Jahren seinen ersten Meistertitel als Trainer (Spielklasse unklar)[59]
- SV Bendestorf: Meister der Bezirksliga 1968, Meister der Heide-Bezirksliga 1969
- Lauenburger SV: Meister der Kreisliga 1972, Meister der Bezirksliga 1973
- TuS Holstein Quickborn: Meister der Landesliga 1979[60] und 2001
- SC Urania: Hamburger Pokalsieger 1979
- Hummelsbütteler SV: Meister der Verbandsliga 1984, Zweiter der Oberliga 1985, Hamburger Pokalsieger 1984
- Rasensport Elmshorn: Aufstieg in die Oberliga 1996, Meister der Verbandsliga/Aufstieg in die Oberliga 1998, Zweiter der Verbandsliga 1989, Zweiter der Oberliga 2000, Hamburger Pokalsieger 1993[10]